# Gare de fret d'Himeji-Kamotsu
 (août 2016).
Si vous disposez d'ouvrages ou d'articles de référence ou si vous connaissez des sites web de qualité traitant du thème abordé ici, merci de compléter l'article en donnant les références utiles à sa vérifiabilité et en les liant à la section « Notes et références ».
La gare de fret de Himeji-Kamotsu (姫路貨物駅, Himeji-Kamotsu-eki) est une gare ferroviaire japonaise de la ligne principale Sanyō, située sur le territoire de la ville de Himeji, dans la préfecture de Hyōgo, région du Kansai.
C'est une gare marchandises exploitée par la compagnie privée JR Freight. Elle utilise des conteneurs de 12 pieds,ainsi que des gros conteneurs de 20-30 pieds,ainsi que des conteneurs maritime de norme ISO  20 pieds.